# エウフォルビア・カンデラブルム
エウフォルビア・カンデラブルムあるいはユーフォルビア・カンデラブラム（Euphorbia candelabrum）とは、トウダイグサ科トウダイグサ属の多肉化する高木の一種である。種小名 candelabrum は燭台を意味する。
植物学の文脈においてはアフリカ産多肉植物を専門とする植物学者スーザン・カーターによる1980年代前半以降の言及を中心に、東アフリカや北東アフリカに自生する種に対してこの学名が用いられてきた。しかし2019年、本来この学名はアフリカはアフリカでも南部のアンゴラにのみ見られる種に対して用いるべきで、従来この学名で呼ばれていたものは実際にはチュウテンカク（Euphorbia ingens）のこととする学説が発表された。詳細は#分類を参照。
多肉化するトウダイグサ属植物という条件に当てはまるため、ワシントン条約（CITES）附属書IIの適用対象となる。

## 分類
2019年、従来 Euphorbia candelabrum の学名で知られてきた東アフリカおよび北東アフリカ産の多肉性木本は実はチュウテンカク（Euphorbia ingens）のことで、真に Euphorbia candelabrum の名で呼ばれるべきはアンゴラ産の全くの別種であるという学説が発表された。この議論には3つの種（）に関する学名の先取権と誤用の問題が絡んでおり、以下に順を追って説明を行うこととする。

### ヴェルヴィッチュによるエウフォルビア・カンデラブルム
まずオーストリア出身のフリードリヒ・ヴェルヴィッチュは現在のアンゴラの首都ルアンダ近郊で巨大なユーフォルビアを発見して Candelabra という種小名を与え、このことを友人リチャード・キッピスト宛のドイツ語の手紙の中に記した。そしてこの手紙は英訳され、1855年にロンドンの『リンネ協会会報』中で公開された。この手紙にはさほど詳細ではないながらも「直径2分の5フィート、高さ30フィートの茎を持ち」という形態的特徴に関する記述が一応含まれており、2018年度版の国際藻類・菌類・植物命名規約第38条第1項に照らし合わせても新種記載の際に何らかの形態的特徴が記されてさえいればその詳細さまでは問われていないため、ヴェルヴィッチュによるアンゴラ産の Euphorbia candebalrum の新種記載は有効と認められる。なおユーフォルビア類の新種記載を行ってきたスーザン・カーターのように〈1855年の新種記載の根拠となったヴェルヴィッチュの手紙はあくまでも友人宛ての私信であり、彼は手紙が公開されることを意図していなかった〉という主旨の理由や当時「既にほかにもそのような木本は知られていた」ことなどを挙げ、この新種記載を無効と見做す主張も存在したが、これに対して Bruyns & Berry (2019:831) はヴェルヴィッチュの意図を知ることなどもはや不可能で、私信の性格を持つ刊行物であろうとそうでなかろうと、形態に関する言及が織り込まれ、さらにルアンダの半径20マイル前後の範囲内に類似する木本は見当たらないという事実が存在する以上、新種記載の要件である既存の種との区別となる形態に関する言及は行われているとし、カーターの主張を退けている。

### コチーによるエウフォルビア・カンデラブルム =E. murielii
次にフランスの建築家ピエール・トレモーは現在のスーダン東部の、エチオピアから流れてきた青ナイル川がスーダンに入ってくる辺りに位置する Qeissan に程近いKaçane山でユーフォルビアを発見し、既に1753年にリンネにより記載済みであったユーフォルビア・カナリエンシスの名をあてて樹高や枝の形態に関する記述を行った。この報告は1853年のことであり、その後スーダン東部の青ナイル流域の Fassoglu山付近で多肉性の高木が見つかったが、これをトレモーの言及したユーフォルビアと同種として1857年新たに Euphorbia candelabrum の学名を与えたと考えられるのがテオドール・コチーであった。命名規約における新種記載の条件を満たした学名に被りが見られる場合は先に発表されたものが有効となる。今回の場合、関連する文献の中で最も言及が早いのは1853年のトレモーによるスーダン産のものであるが、彼はあくまでも既存の Euphorbia canariensis という呼称しか用いておらず、同じ種を指して実際に E. candelabrum として言及を行うのは1857年のコチーが初めてである。しかし、その前の1855年におけるアンゴラ産の種についてのヴェルヴィッチュの言及が有効な学名として認められる以上、命名が被ってしまったスーダン産の種に関しては無効な学名となり、このような場合は新たに任意の種小名を与える、あるいはシノニムとされている学名を正式な学名として格上げするなどの方法を選択し、無効状態を回避するよう迫られることとなる。今回の場合、実際に取られた選択肢は後者の方であった。コチーによる E. candelabrum の記載から55年後、ニコラス・エドワード・ブラウンがウィリアム・ターナー・シセルトン＝ダイヤーの『熱帯アフリカ植物誌』第6巻上でスーダン産ユーフォルビアとして Euphorbia murielii（p. 589）と Euphorbia calycina（p. 597）の2つを新種記載したが、これらは1952年にコチーの E. candelabrum のシノニムとされた。そして2019年に言及ページが先である E. murielii を正式な学名とし、コチーによる E. candelabrum と E. calycina をそのシノニムとして下に置くという解決策が取られた。

### 従来「エウフォルビア・カンデラブルム」とされてきたもの = チュウテンカク
ここまでは Euphorbia candelabrum の名で記載された学名が2つあり、そのうち一方のみが有効、という話であった。そしてここからは、これらの学名のうち一方が全く別の種に対して誤って用いられていたことについて、つまり学名の誤用についての話である。Bruyns & Berry (2019:834) は彼らが確認することができた限りでは1982年のカーターの著作中で用いられた検索表が、東アフリカに分布する高木を指して Euphorbia candelabrum の名が文献上で用いられた最初の事例であるとしたが、実際にはそれ以前にも言及例は存在する。ともあれカーターは1984年には「この木は東アフリカ中でかなりありふれたものであり、長きにわたって E. candelabrum の名で知られてきた」、その4年後には「個人的には、コチーにより記載されたスーダン産の種と同一の高木がケニアにあるということに疑いは抱いていない」と述べ、コチーによる "E. candelabrum" という学名をエチオピア、ソマリア、ケニアに見られる種を指して用いることを正当化してきた。しかしカーターは一方で "E. candelabrum Kotschy" はチュウテンカク（Euphorbia ingens）と「非常に近縁」で、両者は「ゆくゆくは同一種であることが判明するかもしれない」とも述べており、さらに他の学者からも "E. candelabrum Kotschy" に関して「非常に近縁な種であり、恐らくは同一種で、南はナタール州に至るまで見られる（E. ingens E.Mey）」とされたり、チュウテンカクやアラビアに自生する Euphorbia ammak Schweinf. と同一であるとと考えられたり、またチュウテンカクに関して「東-北東アフリカの E. candelabrum Kotschy と酷似し、同一種であるかもしれない（L・C・リーチ談）[…] 目下のところは2つの地域の個体群は2つの種として扱っておくのが最も実用的と思われる」とされたりしていた。そして2019年、Carter (1988b) および Holmes (1993) のいう "E. candelabrum Kotschy" と Carter & Leach (2001) のチュウテンカクの記述を比較したところ、形態的な差異はほとんど認められず、両者ともにチュウテンカクとして扱うのが妥当であるという結論が導き出された。以下の表はその具体的な比較内容である。
|                                  | E. murielii N.E.Br.                                                                                           | Carter (1988b)、Holmes (1993)、Gilbert (1995) が "E. candelabrum Kotschy" として言及した種                         | チュウテンカク |
| -------------------------------- | --- | --- | --- |
| 分布                             | スーダン | コンゴ民主共和国、エチオピア、スーダン、ソマリア、ウガンダ、ケニア、タンザニア、ザンビア、マラウイ                 | コンゴ民主共和国、エチオピア、ソマリア、ウガンダ、ケニア、タンザニア、アンゴラ、ザンビア、ジンバブエ、マラウイ、モザンビーク、エスワティニ、ナミビア、ボツワナ、南アフリカ共和国 |
| 若く、分枝していない茎           | 不明 | 4-5稜 | 4-5稜 |
| 梢の小枝                         | 弱くくびれているが全体的に直径の等しい継ぎ目を持つ（E. murielii） 非常に弱くくびれている（E. calycina） 4-5稜 | ±不規則な感覚でくびれ、細長い切片 となる （3-）4（-5）稜                                                           | 不規則な感覚でくびれ、細長い切片となる （3-）4（-5）稜 |
| 梢の小枝の断面                   | 4稜 | 正方形-際立った翼（）付き、翼は幅2.5センチメートル以下                                                             | 正方形-際立ちながらも太い翼付き、翼は幅3センチメートル |
| 若く、分枝していない茎についた葉 | 不明 | 7×1.5センチメートル以下                                                                                            | 倒披針形、8×2センチメートル以下 |
| 梢の枝上の葉                     | 鱗様（E. calycina） ±2×2ミリメートル、3角形（E. murielii）                                                    | デルタ字（Δ）状 ±5×5ミリメートル                                                                                   | デルタ字状 3×3ミリメートル |
| 子房                             | 子房は小花梗上で雄蕊（）を超えるだけ突出し、長さは総苞と同じくらい、一方へ曲がる                              | 杯状花序に内包 | 杯状花序に内包 |
| 蒴果                             | 不明 6×8ミリメートル前後（E. murielii） 太い小花梗上に少なくとも長さ5ミリメートルは突出                       | 非裂開性（肉質） 8×12ミリメートル前後 5-7×10ミリメートル前後 太く直立する小花梗上に長さ5ミリメートル前後が短く突出 | 非裂開性（肉質） 7×10ミリメートル 太く直立する小花梗上に長さ5ミリメートルが短く突出                                                                                              |

### まとめ
上記の話をまとめると、分類学的な扱いとしては以下のようになる。
- Euphorbia candelabrum Welw. …… アンゴラに自生。1855年に新種記載されたと認められる。
- Euphorbia candelabrum Trémaux ex Kotschy, nom. illeg.[注 11] …… スーダンに分布する Euphorbia murielii(Wikispecies) N.E.Br. のシノニム。この種が E. candelabrum の学名で記載されたのは1857年のことで、それより前に同名で記載された別種が認められた以上、この学名をそのまま使用し続けることはできない。
- Euphorbia candelabrum auct. non Welw. nec Trémaux ex Kotschy …… 東アフリカや北東アフリカに分布するチュウテンカク（Euphorbia ingens E.Mey. ex Boiss.）に対して、少なくとも1980年代前半以降に誤って用いられてきた学名。

## 分布
アンゴラの中ではクアンザ・スル州、ベンゲラ州・ベンゴ州、ルアンダ州に分布する。